# Луус
Луус — сомон у Середньо-Гобійському аймаці Монголії. Територія 3,2 тис. км², населення 2,2 тис. чол., центр — селище Овоо, розташований на відстані 60 км від міста Мандалговь та у 330 км від Улан-Батора.

## Рельєф
Майже нема рік та водойм. Багато солончаків

## Клімат
Різкоконтинентальний. Середня температура січня −17 градусів, липня +24 градусів, щорічна норма опадів 100–150 мм.

## Тваринний світ
Водяться козулі, лисиці, вовки, дикі кішки-манули, корсаки.

## Соціальна сфера
Школа, лікарня, торгово-культурні центри.